# ミナミオオセグロカモメ
ミナミオオセグロカモメ（学名：Larus dominicanus）は、チドリ目カモメ科に分類される鳥類の一種。